# Меглинка (приток Мологи)
Ме́глинка (устар. Меглина, Меглица, Миглицы) — река в Пестовском районе Новгородской области на северо-западе Европейской части Российской Федерации, левый приток Мологи в бассейне Волги. Длина — 50 км, площадь бассейна — 713 км².
Меглинка вытекает из озера Меглино, на территории Устюцкого сельского поселения, в районе деревни Устье, на высоте 165 м над уровнем моря и течёт на восток. Высота при впадении в Мологу, неподалёку от южной окраины города Пестово, — 112 м над уровнем моря.
Притоки реки — Чернянка (левый) (от истока, до озера Столбского — называется Чёрная), Мелестовка (левый), Рыдоложь (правый, название участка реки до озера Гусевского — Поросла), Калешевка (левый).
В древности по Меглинке проходил мстинско-меглинский водный торговый путь.